# Karl Koch
Karl Heinrich Emil Koch  (Ettersberg, perto de Weimar, 6 de junho de 1809 – Berlim, 25 de maio de 1879) foi um botânico alemão cujas explorações botânicas para a região do Cáucaso, incluindo o nordeste da Turquia são famosas. A maior parte das suas coleções  atualmente estão desaparecidas. 

## Carreira
Foi professor da Universidade Friedrich Schillerde de Jena em 1836.  Em  1847, foi para a Universidade Humboldt de Berlim onde,  em 1849, inicia  a criação do jardim botânico da cidade. Em 1852,  assume o cargo de secretário-geral da Sociedade de Horticultura de Berlim. Koch  foi  primeiro horticultor profissional da Alemanha. 